# 阿塔基内斯
阿塔基内斯，是西班牙卡斯蒂利亚-莱昂巴利亚多利德省的一个市镇。总面积43平方公里，
2001年普查人口總數為858人，人口密度為每平方公里20人。